# Zungoli
Zungoli je italská obec v provincii Avellino v regionu Kampánie, asi 35 km východně od Beneventa a asi 100 km severovýchodně od Neapole. V obci Zungoli bylo k 31. srpnu 2020 registrováno 1 011 obyvatel. Zungoli je jedním z 308 členů (stav k prosinci roku 2020) asociace I Borghi più belli d'Italia (Nejkrásnější historická sídla v Itálii). Patrony městečka jsou svatá Anna a sv. Crescenzo. Zungoli je členem Horského společenství Ufita (Comunità montana dell'Ufita), sdružujícího obce z údolí Ufita, Cervaro a Miscano.

## Geografie
Zungoli se nachází na severovýchodě provincie Avellino na hranici s Apulii, v horní části Ufitského údolí (valle dell'Ufita) v hornatém kraji Irpinie v Kampánských Apeninách. Historická část někdejšího opevněného sídla, typické irpinské „borgo“, dosahuje nadmořské výšky 657 metrů. Součástí obce jsou ještě místní části Taverna a Casette. Nejbližším větším sídlem je dvacetitisícové město Ariano Irpino, vzdálené po místních komunikacích od Zungoli zhruba 15 km směrem na západ.

## Původ jména
Původ jména obce není zcela jasný. Podle jedné teorie je název Zungoli (ve starších dobách též Giungolo nebo Juncolo) odvozen od Castrum Curuli, což mělo být jméno pevnosti, kterou zde vybudoval proti byzantským protivníkům normanský velitel Curulus. Podle jiných autorů je jméno obce odvozeno od řecko-byzantského příjmení Zùngolo (řecky Tsungos), kdysi rozšířeného v historické oblasti Lukánie.

## Historie
První zmínka o sídle Zuncoli se objevuje v roce 1164 v souvislosti s vysvěcením kostela sv. Catalda. Historie zdejšího osídlení je však mnohem starší, jak o tom svědčí archeologické nálezy z doby eneolitu a také z římských dob, které potvrzují, že se ve zdejších místech spojovaly tři významné římské silnice – Via Herculea, Via Traiana a Via Appia. V raně křesťanských dobách v Zungoli patřil mezi nejuctívanější světce mučedník sv. Césarius z Terracina.
Historickému jádru obce dominuje hrad z 11. století, postavený na obranu proti byzantským nájezdům. Z původních čtyř věží, umístěných na nárožích, se zachovaly jen tři, neboť pevnost byla silně poškozena během zemětřesení v roce 1456. Toto velké zemětřesení poničilo i kostel sv. Catalda z 12. století. Kolem pozůstatků tohoto kostela byl v polovině 16. století vybudován minoritský klášter sv. Františka, který byl po zemětřesení z roku 1703 přestavěn. Na historickém centru Zungoli s kostely a pozůstatky městského opevnění zanechala své stopy i další zemětřesení, která zde byla zaznamenána ve 20. století, konkrétně v letech 1930 a 1962.

## Galerie

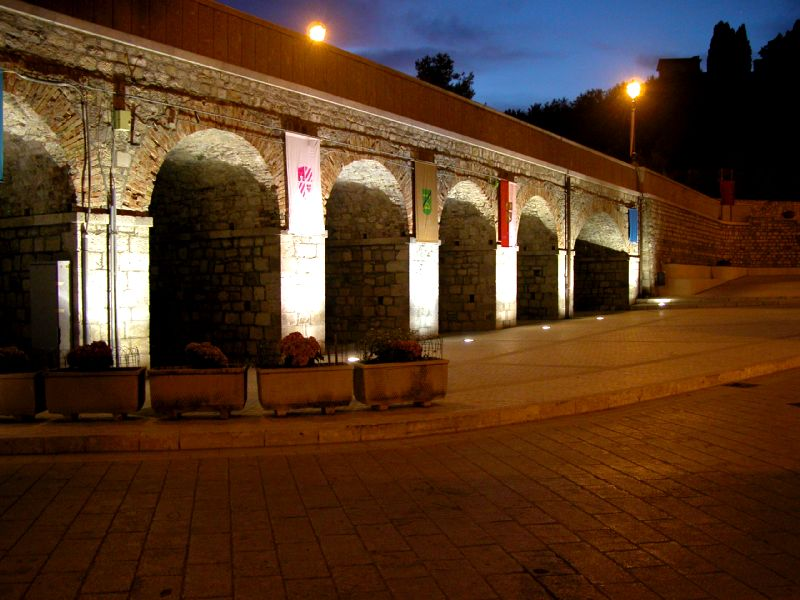
Most do historického centra
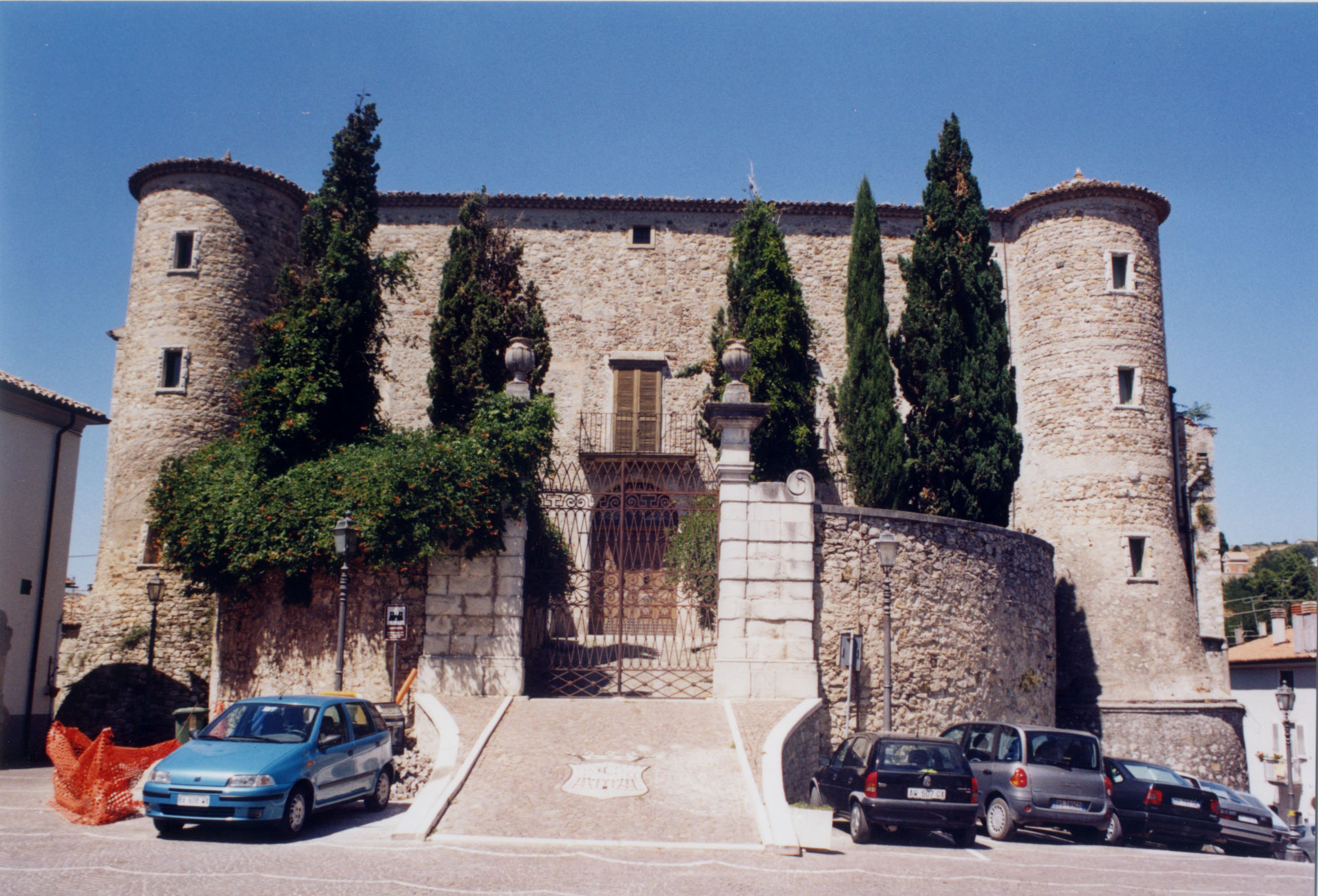
Vstup do hradu
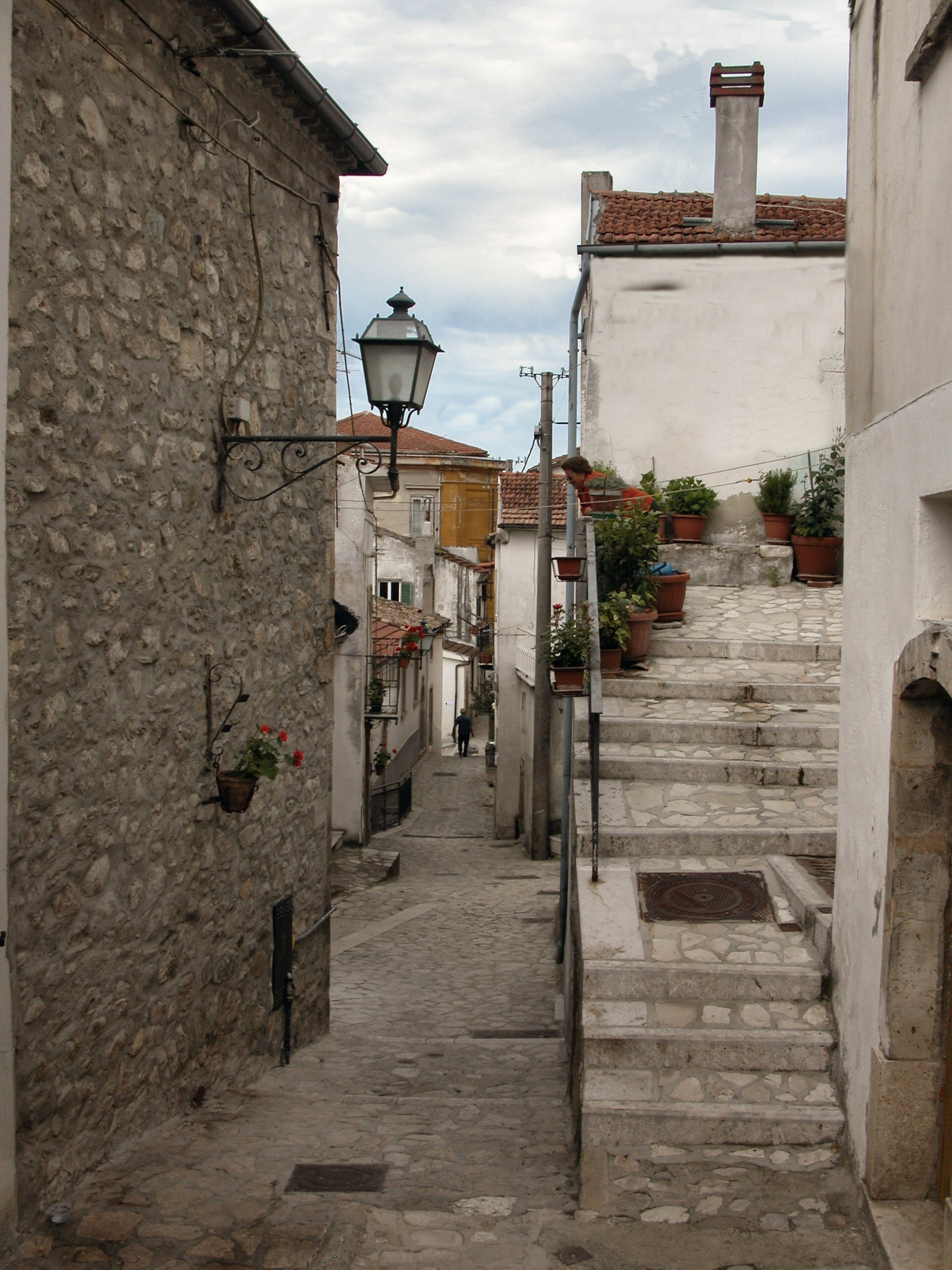
Ulička v centru
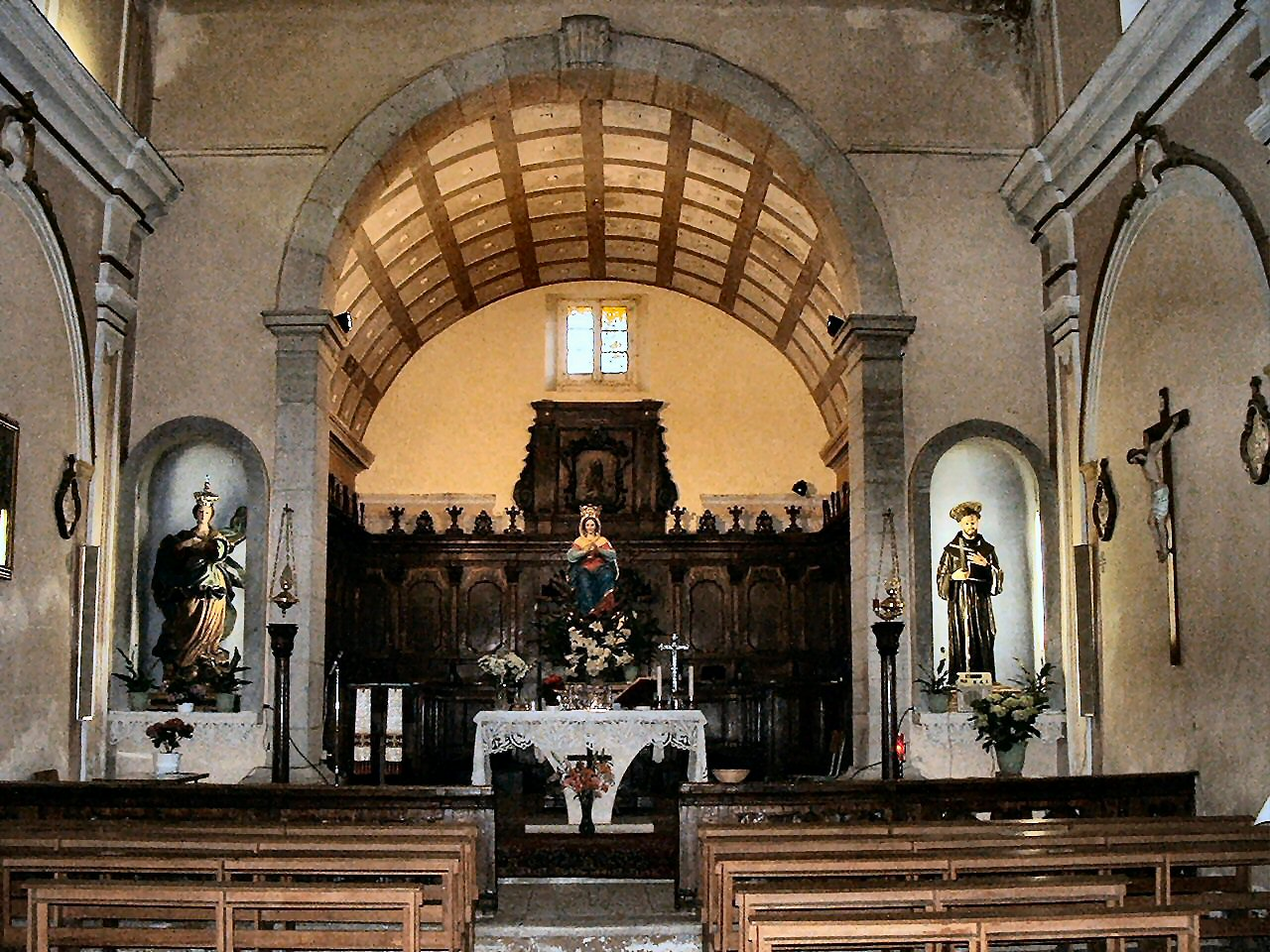
Interiér minoritského konventu
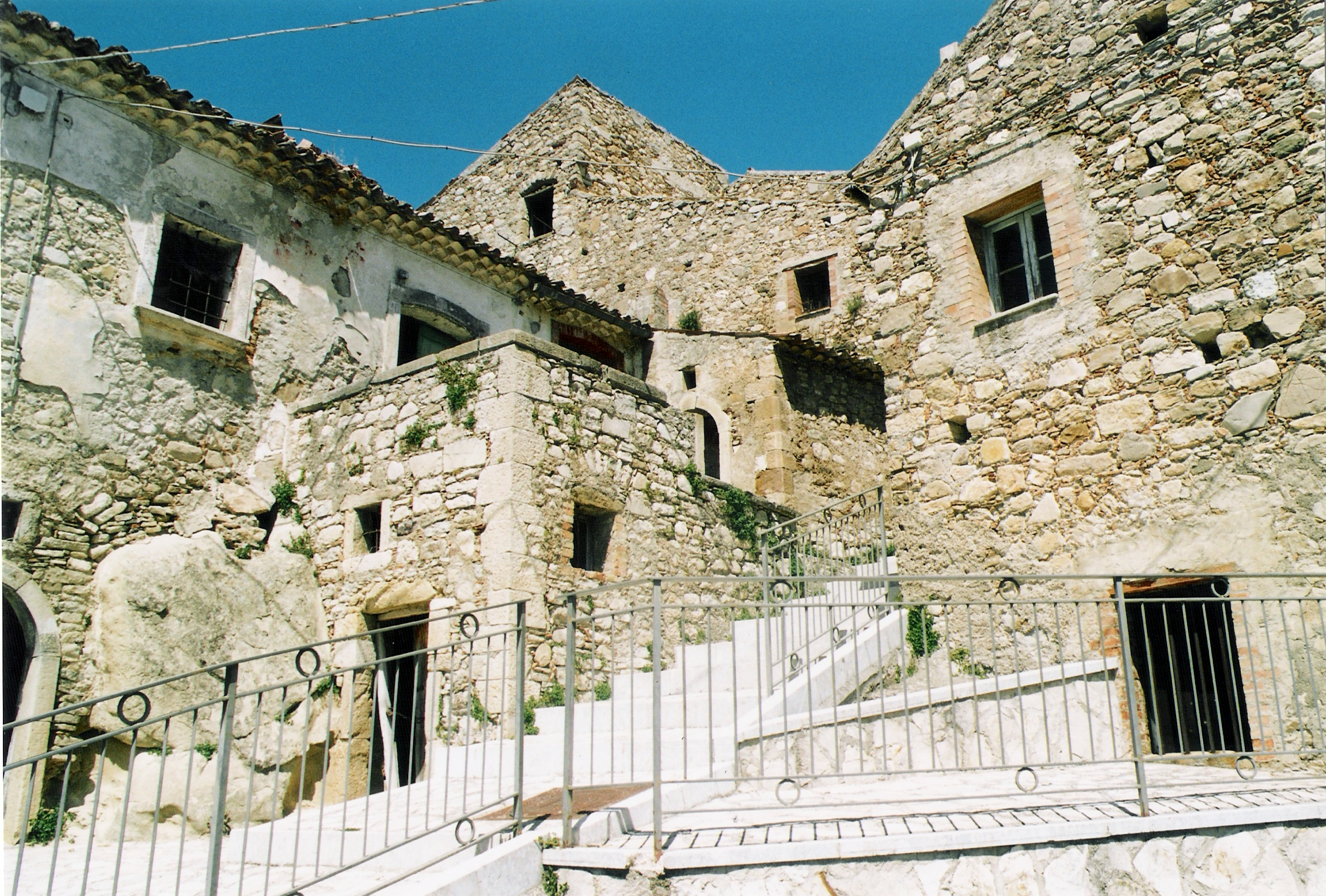
Domy ve starém městě